# Ilex warburgii
Ilex warburgii är en järneksväxtart som beskrevs av Ludwig Eduard Loesener. Ilex warburgii ingår i släktet järnekar, och familjen järneksväxter. Utöver nominatformen finns också underarten I. w. benguetensis.